# オテロ (小惑星)
オテロ (1126 Otero) は、小惑星帯（メインベルト）に位置する小惑星の一つ。カール・ラインムートがハイデルベルクのケーニッヒシュトゥール天文台で発見した。
名前の由来は正確にはわからないが、フランス語の女性名という説がある。